# Карл Вуоно
Карл Едвард Вуоно (англ. Carl Edward Vuono; нар. 18 жовтня 1934, Мононгегела, Пенсільванія) — американський воєначальник, генерал армії США (1986), 31-й начальник штабу армії США (1987—1991). Учасник війни у В'єтнамі.

## Біографія
Карл Едвард Вуоно народився 18 жовтня 1934 року у місті Мононгегела, в штаті Пенсільванія. Поступив на навчання до Військової академії, після завершення якої в 1957 році отримав звання другий лейтенант та посаду командира взводу гаубичної артилерії в 3-й бронекавалерійській бригаді. Тричі був відряджений до В'єтнаму, де брав активну участь у воєнних діях у ході війни. Під час бойових дій служив у 1-й піхотній, 1-й кавалерійській та 82-й повітрянодесантній дивізіях армії США. Потім служив в управлінні артилерією XVIII повітрянодесантного корпусу.
З 1967 до 1968 року навчався у Командно-штабному коледжі Корпусу морської піхоти, після завершення якого проходив службу на командних та штабних посадах в артилерії.
1972—1973 роках навчався у Воєнному коледжі армії США. Надалі більшу частину своєї кар'єри присвятив Командуванню навчання та доктрин армії США. Також керував артилерією 82-ї повітрянодесантної дивізії (1975—1976), був помічником командира 1-ї піхотної дивізії (1977—1979). З 1981 до 1983 року командир 8-ї піхотної дивізії в Європі, з липня 1986 року очолив Командування навчання та доктрин армії США.
23 червня 1987 року призначений начальником штабу армії США, очолював сухопутні війська в період великих геополітичних змін, початку перебудови в СРСР, завершення Холодної війни та інших серйозних змін, що вплинули на суспільно-політичну ситуацію. У червні 1991 року пішов у відставку.